# الکساندر کلیمتس
الکساندر کلیمتس (اوکراینی: Олександр Сергійович Климець؛ زادهٔ ۱۴ فوریهٔ ۲۰۰۰) بازیکن فوتبال اهل اوکراین است.